# St. Josef (Oberhausen)

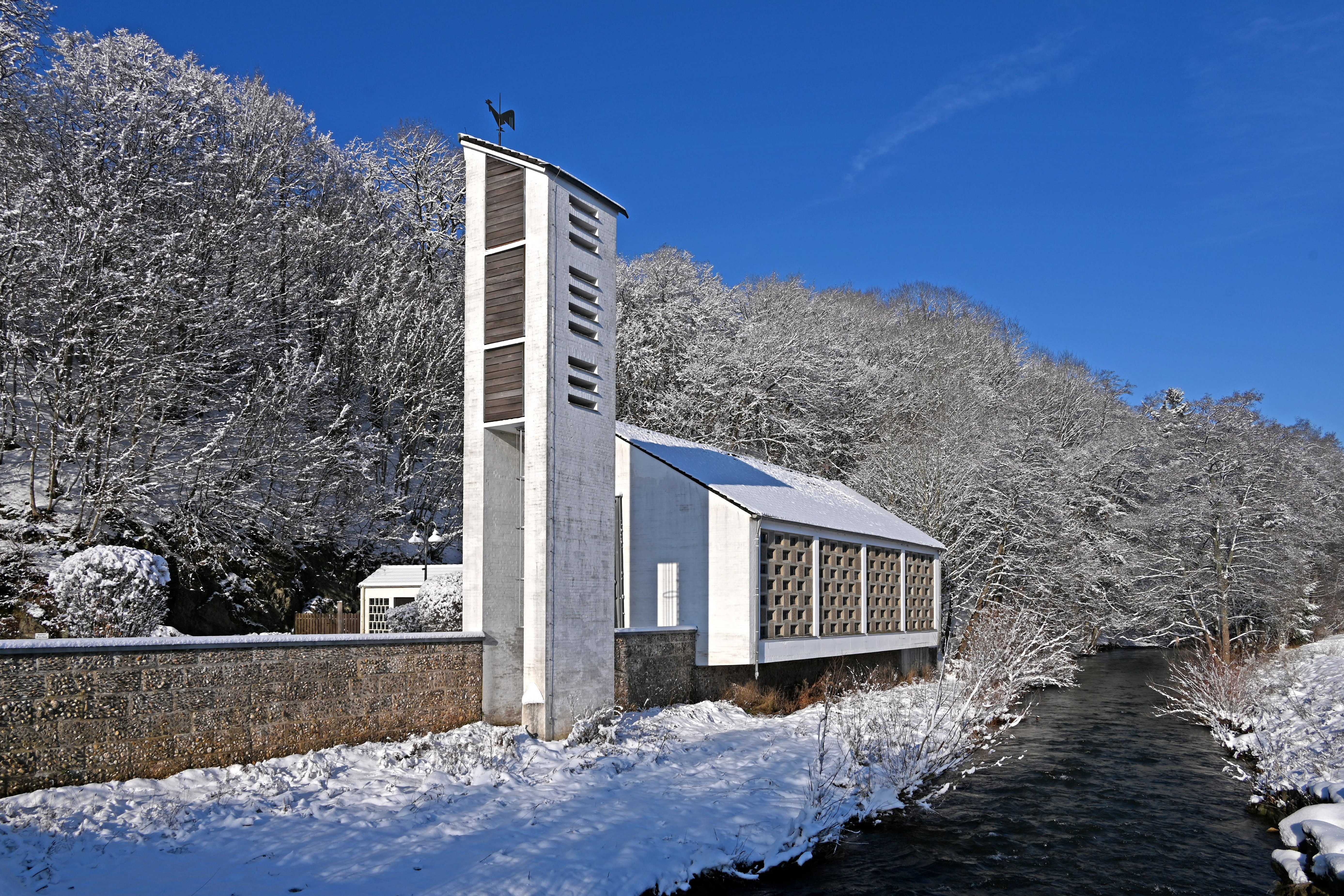
St. Josef (Oberhausen) am Ufer der Olef

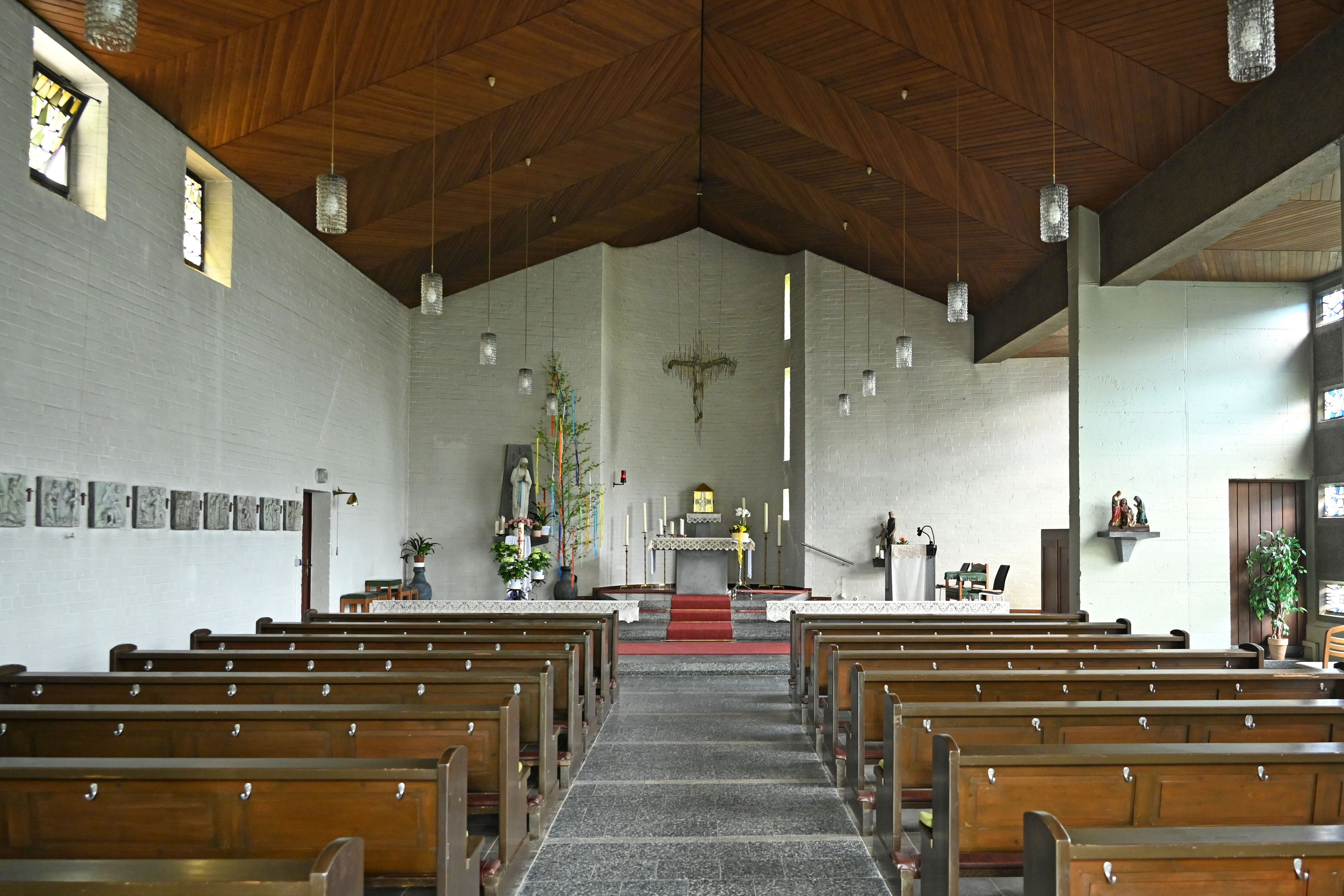
St. Josef (Oberhausen) Innenraum

St. Josef ist die römisch-katholische Filialkirche des Schleidener Stadtteils Oberhausen im Kreis Euskirchen in Nordrhein-Westfalen.
Die Kirche ist dem hl. Josef von Nazareth geweiht und gehört zur Pfarre St. Philippus und Jakobus, Schleiden.

## Lage
Das Kirchengebäude befindet sich am westlichen Ortsrand von Oberhausen direkt am Waldrand am Ende der Straße Am Rundenbaum. An der Ostseite fließt der Fluss Olef vorbei.

## Geschichte
Anfang des 20. Jahrhunderts wurde eine Kapelle in Oberhausen erbaut, die im Zweiten Weltkrieg zerstört und anschließend von den Bewohnern des Ortes wiederaufgebaut wurde. Mitte der 1950er Jahre reichte die Kapelle den Gläubigen in Oberhausen nicht mehr aus und 1955 wandte sich der Ortsbürgermeister an das Generalvikariat mit Bitte um Genehmigung eines Kirchenbaus. 1957 folgte ihm mit gleichem Anliegen der Vorsitzende des Kapellenbauvereins. Das Bistum Aachen genehmigte das Vorhaben und von 1961 bis 1963 entstand die heutige Filialkirche nach Plänen des Bonner Architekten Norbert Hieronymi. Am 1. Mai 1963 wurde das neue Gotteshaus benediziert.

## Baubeschreibung
St. Josef ist eine einschiffige Saalkirche in modernen Formen der 1960er Jahre in Nord-Süd-Ausrichtung. Der Glockenturm ist freistehend. Im Norden befindet sich eine halbrunde Apsis. Das Kirchenschiff wird von einem Satteldach überspannt, welches im Innern mit Holz verkleidet ist. Der Gesamte Bau ist weiß verputzt. Den Gläubigen werden 160 Sitzplätze geboten.

## Ausstattung

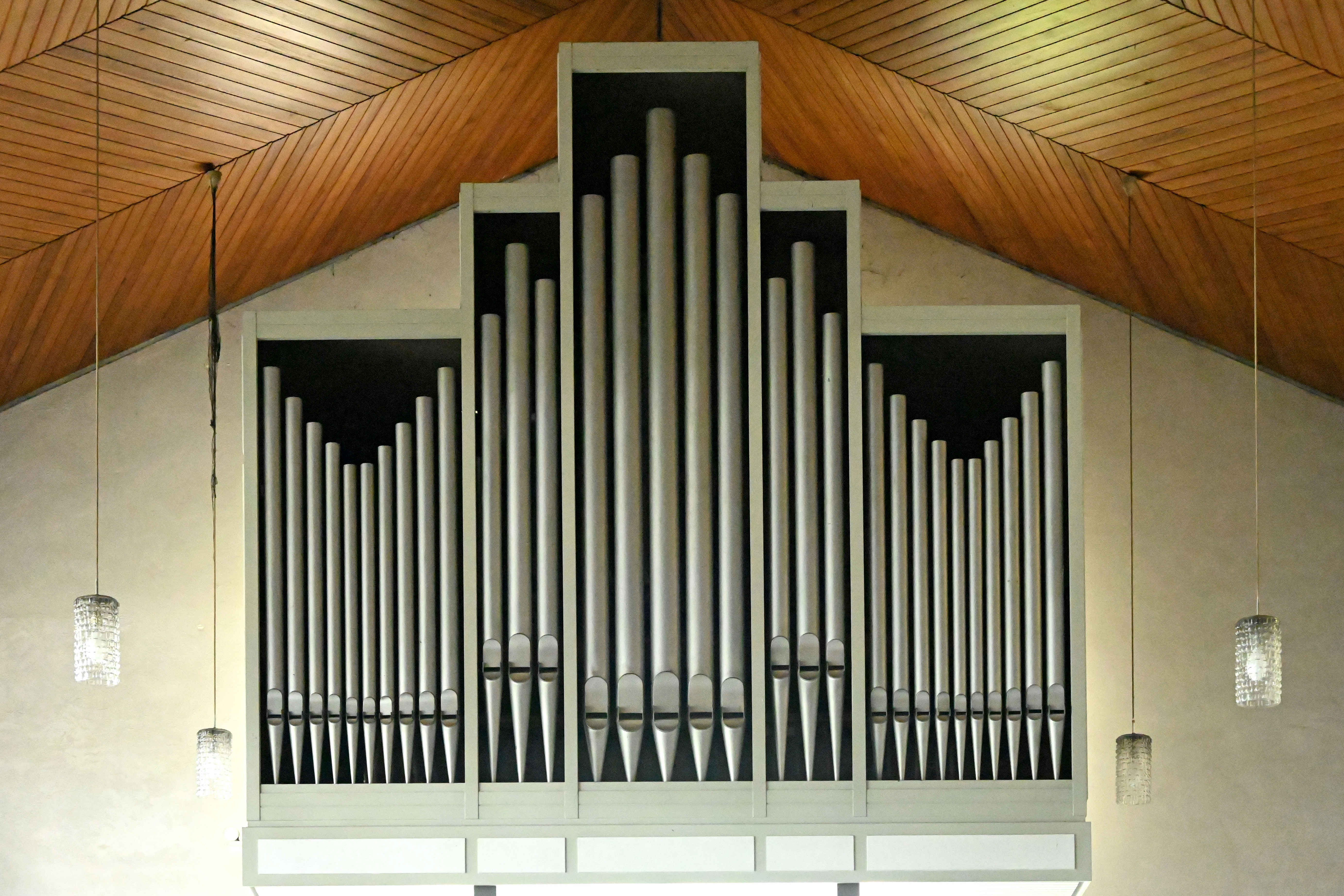
Orgel der Gebrüder Vermeulen

Im Innenraum befindet sich eine moderne Ausstattung. Tabernakel und Hochaltar stammen aus den 1960er Jahren. Im Eingangsbereich befinden sich Buntglasfenster von Ernst Jansen-Winkeln aus 1962. Die Orgel ist ein Werk der Orgelbaufirma Gebr. Vermeulen aus Weert und wurde für die Klosterkirche Heerlen erbaut. 1979 wurde das Instrument nach Oberhausen umgesetzt und durch die Hellenthaler Firma Weimbs Orgelbau überarbeitet und mit einem neuen Prospekt nach Plänen von Franz Reidt versehen. Die Orgel besitzt 12 Register und eine elektro-pneumatische Traktur.